# Forêt nationale de Coeur d'Alene
La forêt nationale de Coeur d'Alene – ou Coeur d'Alene National Forest en anglais – est une aire protégée américaine dans les comtés de Kootenai et Shoshone, dans l'Idaho. Créée le 6 novembre 1906, cette forêt nationale protège 2 939 km2.